# Riverview (Delaware)
Riverview je naseljeno područje za statističke svrhe u američkoj saveznoj državi Delaver. Prema popisu stanovništva iz 2010. u njemu je živjelo 2.456 stanovnika.